# Phosichthys argenteus
Phosichthys argenteus es un pez abisal que pertenece a la familia Phosichthyidae. Se encuentra en las aguas subtropicales de todos los océanos, desde profundidades de 500 a 2000 metros. Su longitud varia de 10 a 30 centímetros. 
Son peces bioluminiscentes y cazan invertebrados planctónicos, especialmente eufausiáceos.